# Windows-1252

I caratteri disponibili nella codifica Windows-1252.

Windows-1252 è una codifica di caratteri per l'alfabeto latino che era in uso sul sistema operativo Microsoft Windows prima di essere rimpiazzata da UTF-8. Consente di scrivere la maggior parte delle lingue romanze e germaniche, tra cui italiano, spagnolo, portoghese, francese, inglese e tedesco (ad eccezione della lettera ẞ maiuscola), rendendola una delle codifiche di caratteri più usate al mondo.
Costituisce un'estensione dell'ISO/IEC 8859-1, aggiungendo a questo la distinzione tra virgolette aperte e chiuse, il simbolo dell'euro, alcune lettere con specifici segni diacritici e altri simboli specifici.

## Storia
La codifica è stata introdotta per la prima volta in Windows 1.0 e all'epoca coincideva con l'ISO/IEC 8859-1.
Con Windows 2.0 furono aggiunti i caratteri per (×), obelo (÷) e le virgolette singole aperta e chiusa (‘ ’).
Una terza versione, rilasciata con Windows 3.1, introduceva 22 nuovi caratteri. Questa versione coincide con la versione finale, ad eccezione dei caratteri € e Ž maiuscola e minuscola.
La versione finale, che include gli ultimi tre caratteri mancanti, fu rilasciata con Windows 98.
Windows-1252 è rimasta la codifica più utilizzata su Windows fino all'introduzione di UTF-8 su Windows 10.